# Cynorkis aphylla
Cynorkis aphylla är en orkidéart som beskrevs av Rudolf Schlechter. Cynorkis aphylla ingår i släktet Cynorkis, och familjen orkidéer. Inga underarter finns listade i Catalogue of Life.